# Roger Laurent
Roger Laurent (Liège, 21 de fevereiro de 1913 – Uccle, 6 de fevereiro de 1997) foi um automobilista belga que participou de duas provas em 1952: os Grandes Prêmios da Bélgica e da Alemanha.